# Charles-Marie Saisson

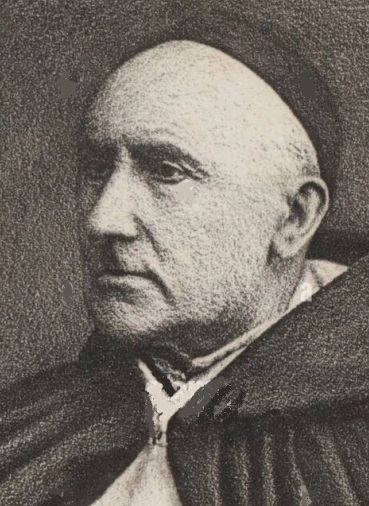
Charles-Marie Saisson OCart

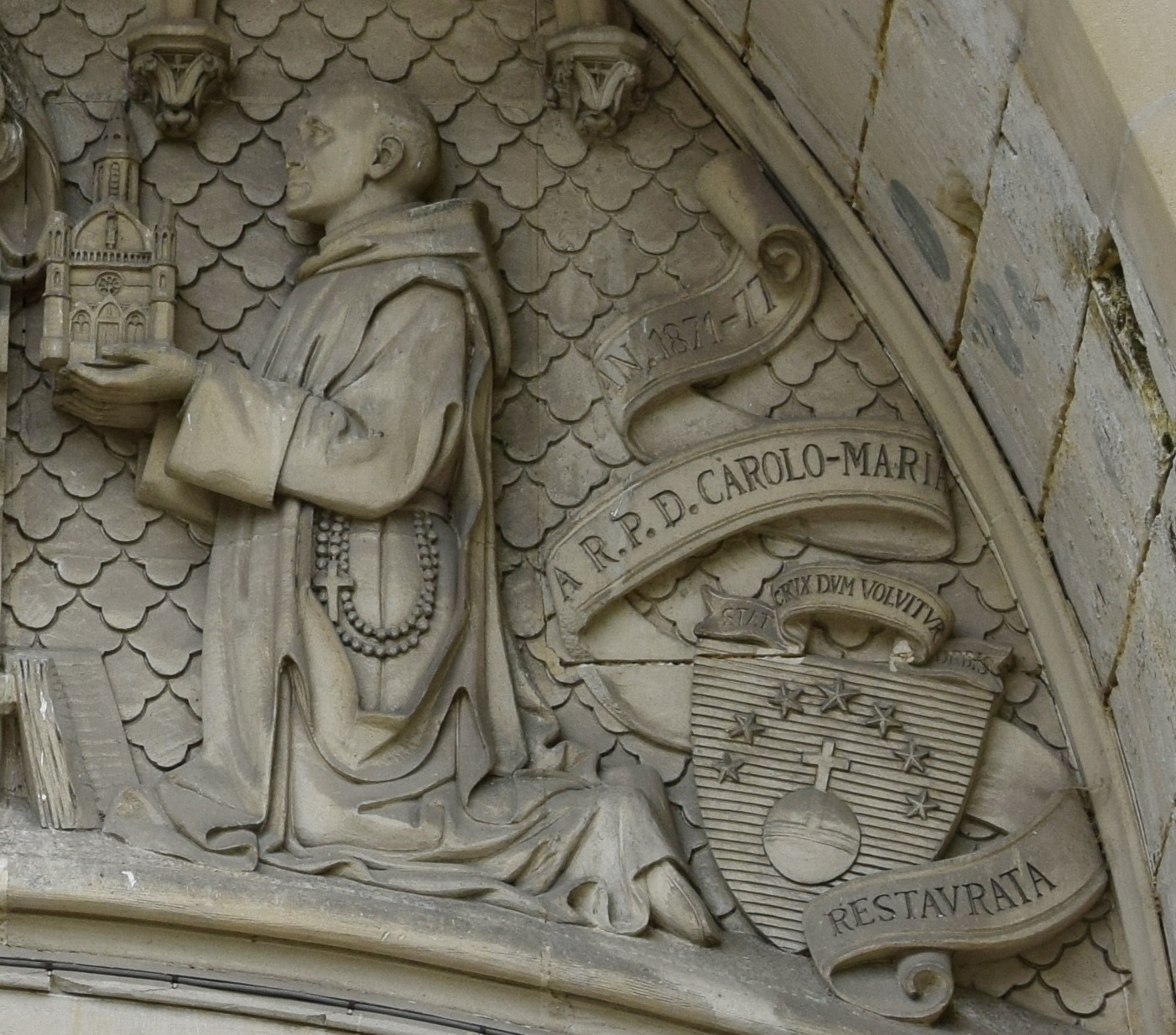
Saisson als „zweiter Stifter“ am neugotischen Portaltympanon von Notre-Dame des Prés in Neuville-sous-Montreuil

Charles-Marie Saisson OCart (* 1806 in Avignon, Frankreich; † 17. April 1877 in der Chartreuse de Valbonne, Saint-Paulet-de-Caisson) war ein französischer Geistlicher und Generalminister des Kartäuserordens.

## Leben
Saisson trat am 13. September 1835 als Chormönch in den Kartäuserorden ein und legte am 14. September 1836 seine Profess ab. Am 2. Februar 1863 wurde er zum Prior der Grande Chartreuse und Generalminister des Ordens gewählt. Am 6. März 1863 wurde er installiert. 
Saisson erreichte in delikater diplomatischer Mission beim Wiener Hof die Wiederherstellung der bedeutenden Kartause von Pavia 1844. Auch die Wiederherstellung der Kartause in Neuville-sous-Montreuil 1871 ist ihm zu verdanken.
Er nahm am Ersten Vatikanischen Konzil als Konzilsvater teil.